# 凱瑟琳 (名)
凯瑟琳（英語：Katherine），也拼写為Catherine和其他变体，是一个女性名字。这个名字及其变体在基督教人口众多的国家很受欢迎，因为它与最早的基督教圣人之一的亚历山大的凯瑟琳有关。 
在基督教早期，它与希腊語形容词 καθαρός (katharos) 联系在一起，意思是“纯净”。 这影响了这个名字的英文拼写，产生了凯瑟琳（Katharine）和凯瑟琳（Catharine）的变体。 中间带有“a”的拼写在过去更为常见。 带有中间的“e”的凯瑟琳（Katherine），是1196年从十字军东征歸來後，首次在英格兰被记录下来的。

## 變體
- Catharina —— 荷蘭語
- Cathy —— 英語
- Ekaterina —— 俄語、保加利亞語、愛沙尼亞語
- Karen —— 丹麦语、英语、德语、挪威语、荷兰语